# Jonas Haas

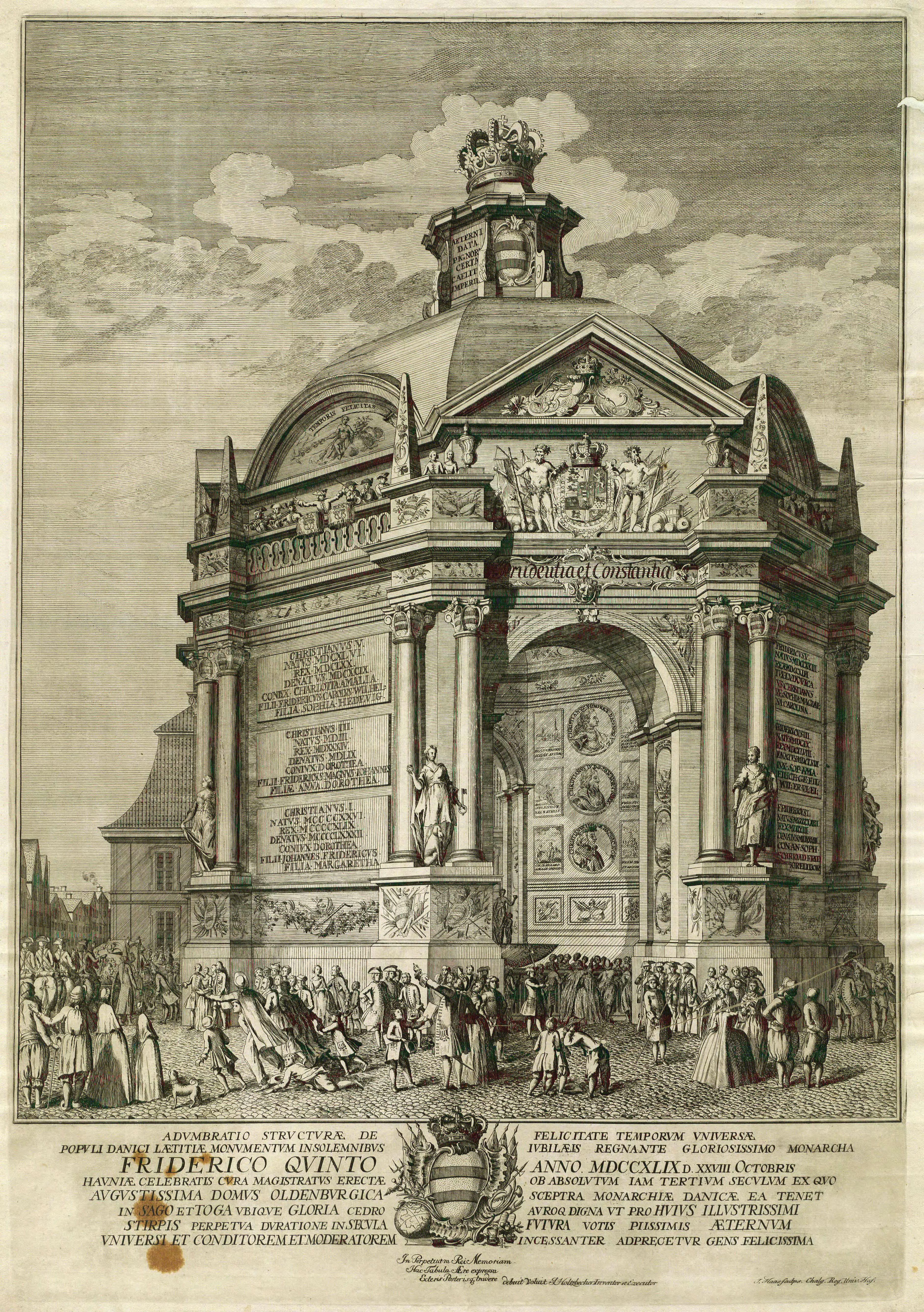
Ærestempel på Gammeltorv, kopparstick från 1749.

Jonas Haas, född 1720 i Nürnberg, död den 10 april 1775 i Köpenhamn, var en tyskfödd dansk kopparstickare. Liksom flera andra nürnbergska konstnärer, sökte sig Haas, efter några år i Hamburg (till 1752), till Köpenhamn, dit han kom 1753. Inte långt efter sin ankomst blev han 
utnämnd till universitetets kopparstickare (1755). 
Förutom en stor mängd mindre porträtt av samtida eller avlidna personer (Kristian VI, Poul Løvenørn, Frederik Rostgaard och 15 själländska biskopar) stack han vinjetter till Thurahs Bornholm, till Pontoppidans Danske Atlas och till Frederik Nordens resa.